# Vieil-Hesdin
Vieil-Hesdin – miejscowość i gmina we Francji, w regionie Hauts-de-France, w departamencie Pas-de-Calais.
Według danych na rok 1990 gminę zamieszkiwały 364 osoby, a gęstość zaludnienia wynosiła 37 osób/km² (wśród 1549 gmin regionu Nord-Pas-de-Calais Vieil-Hesdin plasuje się na 877. miejscu pod względem liczby ludności, natomiast pod względem powierzchni na miejscu 337.).